# Kunskapsverket
Kunskapsverket är en ideell insamlingsstiftelse som grundades 2022 av Claes Ekström, Bengt Baron och Johanna Jeansson.

## Ändamål
Kunskapsverket bedriver analys av samhällsfrågor inom ett antal temaområden med syftet att bidra till ett faktabaserat offentligt samtal. Stiftelsen producerar korta rapporter som riktar sig till en intresserad allmänhet.  Verksamheten bedrivs vid kansliet i Stockholm. Till stöd för verksamheten finns ett Expertråd bestående av Shirin Ahlbäck Öberg, Hans-Gunnar Axberger, Lars Calmfors och Jan Larsson. 
Stiftelsen är partipolitiskt obunden och finansieras genom donationer. Kunskapsverket tar inte emot gåvor från stat, kommun, politiska partier eller intressegrupper. Kansliet väljer vilka ämnen som ska beröras i rapporterna. 
Kunskapsverket skiljer sig från till exempel tankesmedjor och forskningsinstitut på så vis att syftet med verksamheten inte är att komma med policyförslag eller rekommendationer. Rapporterna ska utgöra ett kunskapsunderlag som kan användas av till exempel politiker och andra beslutsfattare när förslag utformas.

## Bidrag till samhällsdebatten
En av Kunskapsverkets mest uppmärksammade rapporter handlar om svensk sjukvård. Där konstateras att kostnaderna för den regionala sjukvården har ökat med 18 procent per invånare mellan 2010 och 2022, justerat för inflation. Samtidigt har personalstyrkan vuxit, men då framför allt inom personalkategorier som jobbar som chefer eller med central administration. 
Rapporten fick mycket medial uppmärksamhet och berördes av ledarskribenter i till exempel Dagens Nyheter  och Expressen . I Svenska Dagbladet kommenterades rapportens slutsatser av bland andra sjukvårdsministern och Sveriges Kommuner och Regioner. 

## Publikationer
- Hur mår vården? (inom temaområdet Hälso- och sjukvård) [7]
- Mer till alla, mest till några (inom temaområdet Jobb och inkomster) [8]
- För vem finns facken? (inom temaområdet Jobb och inkomster)
- Vad går skattepengarna till? (inom temaområdet Offentliga finanser) [9]
- Färre, men värre (inom temaområdet Lag och ordning) [10]
- Var kommer skattepengarna ifrån? (inom temaområdet Offentliga finanser)
- Från stabilt till volatilt (inom temaområdet Miljö och energi) [11]
- Färre medlemmar, färre politiker, färre röster (inom temaområdet Demokratins utveckling)
- Fler väljare - färre politiker (inom temaområdet Demokratins utveckling) [12]